# The Encyclopedia of New York City
The Encyclopedia of New York City (en inglés: "La Enciclopedia de la ciudad de Nueva York") es un libro de referencia sobre Nueva York. Editado por el profesor de historia de la Universidad de Columbia Kenneth T. Jackson, el libro fue publicado por primera vez en 1995 por la New-York Historical Society y Yale University Press, con una segunda edición publicada en el 2010.

## Contenido
La enciclopedia cubre los artes, arquitectura, demografía, educación, medio ambiente, gobierno y política, medios de comunicación, cultura popular, ciencia y transporte. Contiene más de 4,300 entradas y 680 ilustraciones, fotografías, mapas, gráficos y que combinan estadísticas y registros públicos. Las entradas fueron escritas por expertos en sus respectivos campos y proveen referencias bibliográficas para una lectura más profunda.

## Segunda edición
La segunda edición de la Encyclopedia of New York City fue actualizada y publicada el 1 de diciembre del 2010 por Yale University Press. Contiene 1,584 páginas, aumentando de las 1,392 páginas de la primera edición.

## Galardones
La primera edición vendió más de 75,000 copias y estuvo entre los top cinco best-sellers en los más de cien años de historia de Yale University Press. Entre sus honores se encuentran:
- Recibió el premio de 1995 de la New York Society Library por "mejor libro sobre Nueva York".
- Fue llamado como un extraordinario libro de referencia de 1995 por la Asociación de Bibliotecas de Estados Unidos (Booklist) y por la Biblioteca Pública de Nueva York.
- Recibió una mención honrosa de la Dartmouth Medal en 1996.
- Fue seleccionada por el History Book Club y el Reader's Subscription